# Lenguas guaicurú
Guaicurú (Guaykuruan, Waikurúan, Guaycuruano, Guaikurú, Guaicuru, Guaycuruana) es una familia de lenguas hablada en el norte de Argentina, el oeste de Paraguay y Brasil (Mato Grosso do Sul). Los hablantes de las lenguas a menudo se denominan colectivamente pueblos guaycurúes. En su mayor parte, los guaycuruanos vivían en el Gran Chaco y eran nómadas y belicosos, hasta que finalmente fueron sometidos por los diversos países de la región en el siglo XIX.

## Relaciones genéticas
Jorge A. Suárez clasifica la familia guaicurú junto con las lenguas charrúas en un hipotético conglomerado "Waikurú-Charrúa". Morris Swadesh clasificó el guaycuruano junto con el matacoano, las lenguas charrúas y las lenguas mascoyanas dentro de su conglomerado  macro-Mapuche[cita requerida]. Si bien estas propuestas en su forma original han sido abandonadas, posteriormente José Pedro Viegas Barros (1993-94) comparó la familia guaicurú y matacoana proponiendo un esbozo de reconstrucción del sistema fonológico, unas pocas decenas de similitudes gramaticales y unos setenta cognados. Este estudio incluye datos no solo de las lenguas habladas actualmente sino también del abipón, el payaguá y el guachí (las dos últimas cuentan con muy poca documentación, y su inclusión en la familia debe considerarse más insegura). Sobre esta base Viegas Barros propone la familia lingüística mataco-guaicurú.

## División familiar
Existe una clara división binaria entre el guaicurú septentrional (kadiwéu) y guaicurú meridional según Nikulin (2019). Las lenguas guaicuruanas/waikurúan a menudo se clasifican de la siguiente manera:
- Guaicuruan septentrional
  - Kadiweu (también conocido como Caduveo, Kadiwéu, Mbayá-Guaycuru, Mbayá, Guaicurú, Waikurú, Ediu-Adig)
- Guaicuruan meridional
  - Pilagá (también conocido como Pilacá)
  - Toba Qom (también conocido como Chaco Sur, Namqom)
  - Mocoví (también conocido como Mbocobí, Mokoví, Moqoyt)
  - Abipón (también conocido como Callaga, Kalyaga, Abipon) †
- Guaicuruan occidental (a menudo se considera que es una lengua aislada separada, en lugar de ser parte de Gaicuruan[2][1])
  - Guachí (también conocido como Wachí) †
  - Payagua (también conocido como Payawá) †

Abipón, Guachí, y Payaguá están todas extintas.
Lyle Campbell (2012) clasifica Guachi y Payagua cada uno como lenguas aisladas.
Harriet Klein argumenta en contra de la suposición de que Kadiweu es guaicuruano. La mayoría de los demás aceptan la inclusión de Kadiweu en la familia. Los Guachi fueron absorbidos por los Mbayá. Las similitudes con el idioma Mbayá pueden deberse a un préstamo más que a una relación familiar.
- Toba se habla en la parte oriental de las provincias de Chaco y Formosa en Argentina, en el sur de Paraguay y en la parte oriental de Bolivia; hay aproximadamente 25.000 hablantes. El idioma Guaicuruan Toba aquí no debe confundirse con el idioma mascoy de la familia Mascoyan que también se llama Toba (or Toba-Emok, Toba-Maskoy).
- Pilagá, con cerca de 4.000 hablantes, se habla en el noreste de la provincia de Chaco y en el este de Formosa, Argentina;
- Mocoví, con cerca de 7.000 hablantes, se habla en Argentina en la parte norte de las provincias de Santa Fe y sur del Chaco.
- Abipón, que se hablaba en la parte oriental de la provincia de Chaco, Argentina, ahora está extinta y estaba muy relacionada con las otras lenguas de la rama sur.

### Mason (1950)
Clasificación interna de las lenguas guaicuruanas por Mason (1950):
- Guaicurú, Northern: Mbayá-Guaicurú
  - Occidental: Caduveo (Cadiguegodí), Guetiadegodí (Guetiadebo)
  - Oriental: Apacachodegodegí (Mbayá Mirim), Lichagotegodí (Icachodeguo ?), Eyibogodegí, Gotocogegodegí (Ocoteguebo ?)
  - Payaguá (Lengua)
    - North: Sarigué (Cadigué)
    - South: Magach (Agacé, Siacuás, Tacumbú)
- Frentones
  - Middle: Toba (Tocowit)
    - Toba: Guazú, Komlék, Michi (Miri), Cocolot, Lanyagachek, Mogosma, Chirokina, Natica
    - Pilagá
    - Aguilot

  - South
    - Abipón (Callaga)
      - Mapenuss (Yaukanigá)
      - Mepene
      - Gulgaissen (Kilvasa)

    - Mocoví (Mbocobí)

Posibles o dudosos idiomas guaicuruanos enumerados por Mason (1950):
- Guachi
- Layaná
- Juri (Suri)
- Querandí
- Mahoma (Hohoma)

## Vocabulario
Loukotka (1968) enumera los siguientes elementos de vocabulario básico para las lenguas guaicuruanas.
| gloss   | Guaicuru    | Kaduveo    | Beakeo     | Toba-Guazú | Toba-Michí  | Komlék     | Pilagá     | Mocoví   | Abipon   | Guachí     | Payaguá   |
| ------- | ----------- | ---------- | ---------- | ---------- | ----------- | ---------- | ---------- | -------- | -------- | ---------- | --------- |
| uno     | uniniteguí  | oniúde     | uniditik   | natedak    | molek       | niátakolék | onolik     | iñiateda | iñitãra  | tamak      | hesle     |
| dos     | itoada      | edoáda     | itio-átate | kakainí    | divastoluka | diákte     |            | iñabako  | iñoaká   | euexo      | tigaké    |
| ojo     | ni-güekogüe | o-gekore   | i-gékure   | iya-iti    | kada-ité    | kade-ité   | kada-ité   | niko-té  | nato-ete | ya-taya    | ya-tígui  |
| oreja   | na-pagate   | ona-paráte | a-parate   | tela       | ke-telá     | kadke-tilá | kalke-telá | li-kela  | ketal    | irtan-meté | ya-igua   |
| diente  | no-güe      | odo-a      | odoː-ué    | ka-duhe    | kada-uvé    | kado-daití | kada-eté   | ové      | na-vue   | ya-va      | ya-serata |
| hombre  | uneleiːgua  | onelégio   | inelégioː  | yalé       | yalé        | yalé       | lxiguo     | yalé     | yoalé    | shakup     | akú       |
| hagua   | nogodi      | niorodi    | níoroːdi   | etarat     | netath      | noröp      | itarat     | varayák  | enarp    | öak        | ueig      |
| fuego   | nuledi      | nolédi     | noːlédi    | nodék      | nodék       | dóle       | dolé       | norík    | nkátek   |            | hicháte   |
| tierra  | iyogodi     | iːgo       | íru        | aloa       | alugá       | l'ova      | aluá       | alobá    | alóa     | leek       | nagiku    |
| pescado | nagoyegí    | norodzyei  | nrodzyég   | niyak      | niyak       | niːak      | nigiyak    | nayí     | noayi    | anei       | nahiguáte |